# 해면정맥굴
해면정맥굴(cavernous sinus), 또는 해면정맥동(海綿靜脈洞)은 경막의 정맥굴 중 하나이다. 머리뼈의 관자뼈와 나비뼈에 의해 그 경계가 지어지는 lateral sellar compartment라고 하는 빈 공간을 형성하며, 이 공간은 터키안의 가쪽에 위치한다.

## 구조
해면정맥굴은 머리의 정맥굴 중 하나로, 머리 안의 정맥들이 모여 형성하는 망 구조이다. 나비뼈와 뇌하수체의 양쪽에 놓여 있으며, 성인에서 그 크기는 대략 1×2cm 정도이다. 속목동맥의 목동맥사이펀, 뇌신경인 눈돌림신경, 도르래신경, 삼차신경(그 가지인 눈신경, 위턱신경), 갓돌림신경이 모두 이 혈액으로 차 있는 공간을 지나간다. 해면정맥굴은 경막의 바깥쪽과 안쪽 막 사이에 놓여 있다.

### 근처 구조물
- 위쪽: 시각로, 시신경교차, 속목동맥.[3]
- 아래쪽: 파열구멍, 나비뼈 몸통과 나비뼈 큰날개의 접합부.
- 안쪽: 뇌하수체와 나비굴.[3]
- 가쪽: 갈고리이랑과 관자엽.
- 앞쪽: 위눈확틈새와 눈확의 꼭대기.
- 뒤쪽: 관자뼈 바위부분의 꼭대기.

### 정맥 연결
해면정맥굴은 다음과 같은 정맥들에서 혈액을 받는다.
- 위눈정맥과 아래눈정맥.[3]
- 나비마루정맥굴.[3]
- 얕은중간대뇌정맥.[3]
- 아래대뇌정맥.

이후 혈액은 해면정맥굴을 떠나 위바위정맥굴과 아래바위정맥굴로 들어가거나, 머리뼈의 구멍(대부분은 타원구멍)을 통과하는 이끌정맥을 통해 빠져나간다. 일부 혈액은 아래눈정맥, 깊은얼굴정맥, 이끌정맥으로 통해 날개근정맥얼기와 연결된다.

### 내용물
정맥굴을 통해 혈액이 지나가는 곳과 떨어져서, 뇌신경과 그 가지들 같은 몇몇 해부학적 구조물들이 정맥굴을 통해 지나간다. 바깥쪽(또는 가쪽) 벽의 구조물들은 위쪽에서부터 다음과 같다.
- 눈돌림신경(제3뇌신경)
- 도르래신경(제4뇌신경)
- 삼차신경(제5뇌신경)의 가지인 눈신경과 위턱신경

정중선 쪽(안쪽) 벽을 통해 통과하는 구조물들은 다음과 같다.
- 갓돌림신경(제6뇌신경)
- 속목동맥신경얼기를 동반하는 속목동맥

위턱신경을 제외한 위의 모든 신경들은 해면정맥굴을 지나 위눈확틈새를 통해 눈확의 꼭대기로 들어간다. 삼차신경의 두 번째 가지인 위턱신경은 해면정맥굴의 아래쪽 부분에서 주행하다가 원형구멍을 통해 머리뼈 안을 빠져나간다. 위턱신경이 주행하는 위치는 해면정맥굴 가쪽 벽의 바로 바깥쪽이다.
시신경은 해면정맥굴의 바로 위바깥쪽에 놓여 있으며, 뇌하수체 양쪽에서 위가쪽에 놓여 있다. 이후 시신경은 눈동맥과 함께 시신경관을 통해 눈확의 꼭대기로 들어간다.

## 기능

### 정맥혈 배출
해면정맥굴의 정맥굴로서의 기능은 위눈정맥과 아래눈정맥으로부터 혈액을 받는 것이다. 또한 뒤쪽으로는 뇌바닥정맥얼기와도 연결되어 혈액을 받는다. 혈액을 받은 해면정맥굴은 보다 큰 두 개의 통로인 위바위정맥굴과 아래바위정맥굴로 혈액을 내보낸다. 이후 해면정맥굴이 내보낸 혈액은 궁극적으로는 구불정맥굴을 거쳐 속목정맥으로 들어간다. 비슷한 경로로 이끌정맥들에서 모인 날개근정맥얼기의 혈액도 속목정맥을 통해 빠져나간다.

## 임상적 중요성
해면정맥굴은 동맥이 완전히 정맥성 구조 안에서 주행하는 인체의 유일한 해부학적 구조이다. 만일 해면정맥굴 안에서 속목동맥이 파열된다면 동맥과 정맥 사이의 비정상적인 연결 통로인 동정맥샛길(속목동맥과 해면정맥굴 사이의 동정맥샛길이므로, 구체적으로는 목동맥해면굴샛길이라고 함.)이 만들어진다. 해면정맥굴에 영향을 미치는 병변은 해면정맥굴을 통해 주행하는 단일 또는 모든 신경들에도 영향을 미칠 수 있다.
뇌하수체는 양쪽에 짝을 이루고 있는 해면정맥굴 사이에 놓여 있다. 뼈로 이루어진 터키안에서 뇌하수체 샘종이 비정상적으로 자라게 되면, 가장 저항을 적게 받는 방향으로 자라면서 결국 해면정맥굴을 침범하게 된다. 이런 종양이 해면정맥굴과 그 안의 구조물들을 누르면서 해면정맥굴 증후군을 일으킬 수 있다. 해면정맥굴 증후군은 눈돌림신경, 도르래신경, 갓돌림신경을 누르면서 나타나는 안구운동마비나, 눈신경이 눌려 일어나는 눈의 감각 소실, 위턱신경을 누르면서 발생하는 위턱의 감각 소실 등으로 이어질 수 있다. 해면정맥굴에 발생한 완전한 병변은 눈돌림신경, 도르래신경, 갓돌림신경 경로를 막아 완전히 안구운동을 마비시킬 수 있으며, 이는 보통 확장된 채로 고정된 동공과 함께 나타난다. 삼차신경 경로가 막히면 눈신경과 위턱신경(변이가 많음)이 분포하는 부분의 감각이 소실된다. 해면정맥굴 쪽의 교감신경계가 막히면서 호너 증후군이 일어날 수 있으나, 눈돌림신경 손상 상황이었기 때문에 정확한 평가는 어려울 수 있다.
해면정맥굴은 위눈정맥을 통해 얼굴정맥과 연결되기 때문에, 얼굴 위험 삼각지대 주변의 얼굴 바깥쪽에 부상을 당했을 때 해면정맥굴까지 감염될 수 있다. 감염은 해면정맥굴을 통해 전체 정맥굴로 퍼져 나갈 수 있다. 얼굴정맥에 혈전성 정맥염이 있는 환자의 경우, 혈전 조각이 해면정맥굴로 들어가 해면정맥굴 혈전증의 원인이 된다. 얼굴정맥이 혈액을 내보내는 부분의 얼굴에 찢긴 상처가 나거나 여드름, 뾰루지 따위를 터뜨리면서 감염이 해면정맥굴로 들어올 수도 있다.
해면정맥굴 증후군의 잠재적인 원인에는 종양의 전이, 비인두암, 뇌막종, 뇌하수체 샘종, 뇌하수체 된출혈, 해면정맥굴 안쪽에서 속목동맥의 동맥류, 해면정맥굴 혈전증을 일으키는 세균 감염, 비패혈증성 해면정맥굴 혈전증, 특발성 육아종(톨로사-헌트 증후군), 진균 감염 등이 있다. 해면정맥굴 증후군은 응급 상황으로, 정확한 진단과 치료가 필요하다.

## 추가 이미지

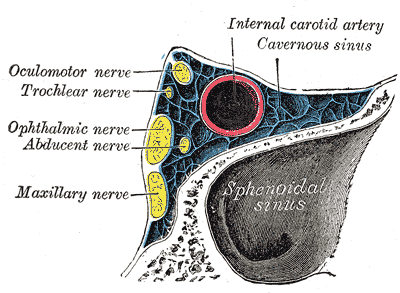
해면정맥굴을 기준으로 비스듬히 자른 단면.
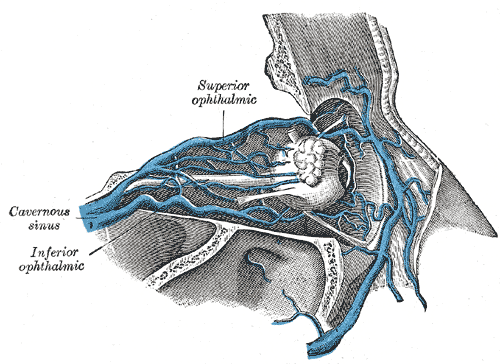
눈확의 정맥.
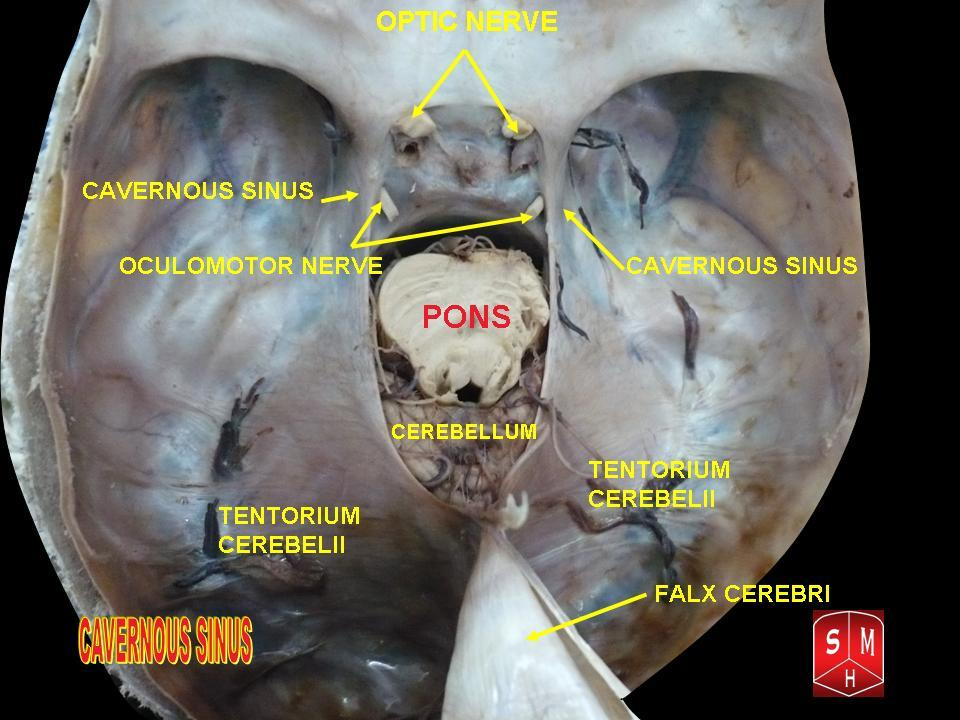
해면정맥굴.

## 같이 보기
- 해면정맥굴 혈전증
- 정맥굴